# 两伊战争
两伊战争（阿拉伯语：الحرب العراقية الإيرانية），伊拉克方面称为萨达姆的卡迪西亚（阿拉伯语：قادسيّة صدّام），伊朗方面則称为被迫之战（波斯語：جنگ تحمیلی）、神圣抗战（波斯語：دفاع مقدس）、伊拉克入侵战争或伊朗革命战争，是伊拉克和伊朗之间一场长达8年的边境战争。战事于1980年9月22日爆发，1987年7月23日和1988年7月18日，伊拉克和伊朗各自接受了联合国的停火决议，但双方直至1988年8月20日才正式停止战斗。
伊拉克和伊朗均在戰爭中受到严重损失，除常规战争外，战争过程中亦采取袭城战、袭船战、袭击油田等破坏敌方后勤、经济设施等戰術。伊拉克还对伊朗军队、平民使用化学武器。作为军事实力相对发达的发展中国家，两国在战争中曾使用苏式米格-25战机、美式F-14战机、法式飞鱼反舰导弹等当时最先进武器，但和发达国家主导战争相比，这场战争的形式仍有不少差别。例如，在战争中鲜少集群化坦克长距离突击作战，而第一次世界大战中的壕沟战、人海攻击卻較为常见，甚至出现手無寸鐵的平民（包括儿童老人）在狂热宗教信仰支撑下集体冲锋，最終命喪地雷的场面。这与士兵在紧急征召之下入伍、缺乏现代设备操作训练、领导人指挥不当、武器装备配件不足且难以維護有一定关系。另一方面，在战争中也出现用直升機打直升機、用防空导弹打小艇的新战术，在袭船戰和袭城战中双方大量使用先进反舰导弹与地对地导弹，这场战争也顯示战争动员在现代战争的重要。

## 战争起因
两伊战争的起因纷繁复杂，包含边境纠纷、宗教矛盾、民族仇恨。其中，最主要和直接的原因为边境纠纷。

### 边境纠纷
两伊边界长1200多公里，领土争端是两国由来已久的历史问题。两伊战争爆发前的阿拉伯河界线问题是战争的主要导火索。阿拉伯河由幼发拉底河和底格里斯河在伊拉克境內汇合而成，下游约100公里长的一段为伊朗伊拉克两国界河。1847年，當時統治伊拉克的奥斯曼帝国和當時的波斯王國签订的协议中，阿拉伯河以波斯一侧的浅水区域为界，也就是鄂圖曼帝國掌握着大部分的水域。1913年，双方计划重新划分国界，但因一次世界大战而取消。至1937年，已脫離奥斯曼帝国獨立的伊拉克與伊朗巴勒維王朝签订的协议，又将国界画到了河面上主要航线的中间位置，也就是两国各分一半。1975年3月15日，在阿尔及利亚总统的斡旋之下，双方签订了《阿尔及尔协议》，协议将国界确定为阿拉伯河中央。由於阿拉伯河是伊拉克唯一進出波斯灣的出海通道，對伊拉克十分重要。伊拉克认为，要將阿拉伯河水道與伊朗平分是對伊拉克大大不利，更認為阿爾及爾條約為不平等条约，并于开战前的9月17日撕毁条约。此外，波斯湾上的阿布穆萨岛、大通布岛和小通布岛也是两国争执的对象。这些岛屿原本归英国所有，1960年代之后英国将其控制权交给沙迦，但沙迦与其他国家组成的阿拉伯联合酋长国尚未独立，不能在这些区域建立实际的控制。1971年11月英军撤走后，伊朗便出兵占领了这些地区。这些岛屿靠近霍尔木兹海峡，伊朗占领这些岛屿后扩大了其在海峡地区的控制能力，引发了伊拉克的担忧。伊拉克认为伊朗应将这些岛屿归还给阿联酋。

### 宗教矛盾
伊朗和伊拉克都为伊斯兰国家，信奉伊斯兰教。伊朗的伊斯兰教徒以什叶派为主，伊拉克虽然也是什叶派穆斯林占多数，但掌握国家政权的却是逊尼派。伊朗革命胜利后，其伊斯兰宗教领袖霍梅尼试图将他领导的伊斯兰原教旨主义运动推广到整个中东地区，号召伊拉克民众推翻萨达姆政权。由于霍梅尼曾被流放在伊拉克，在当地什叶派穆斯林中有不小威望，他的号召对萨达姆统治构成一些麻烦。什叶派穆斯林聚集的伊拉克南部爆发反政府武装骚乱事件。这增添萨达姆对他的个人仇恨。而历史上，伊拉克为什叶派发源地，掌握了国家政权的伊朗什叶派不满伊拉克逊尼派大权在握，同样令他们不满意的还有伊拉克并非一个政教合一的国家，伊斯兰教在国家事务中的地位并不像伊朗那样重要。其他阿拉伯国家还担心伊朗1979年二月革命产生的武装政权向周边地区扩散，暗中支持伊拉克，间接加强了薩達姆·海珊入侵伊朗的信心。

### 民族仇恨
伊朗人口主要由波斯人组成，而伊拉克及大多数阿拉伯国家为阿拉伯人占多数。两族人民在历史上有过多次大大小小的冲突，积累了不小的宿怨。而两个民族在对方国内则互为少数民族，利益得不到足够保障。例如伊朗西部的胡齐斯坦省，是伊朗境内阿拉伯人的主要聚集区。历史上，该省曾归属于鄂圖曼帝國的伊拉克行省。这一地区的阿拉伯人也曾多次反抗伊朗统治，追求民族独立。而这一地区也是伊朗主要的石油和粮食产地，具有重要战略地位。此外，伊朗和伊拉克国内均存在作为少数民族的库尔德人，两国也都支持着对方的库尔德人取得民族独立以造成国家分裂。
另一方面，伊朗的伊斯兰革命后，许多原先效忠王室的优秀军官被清洗，军队整体素质大幅下降。军队内部整肅和美制装备零件严重缺乏都很大地影响了伊朗曾经强大的军力。而伊斯兰革命的去西方化也使得西方世界对新兴的伊朗政权没有好感。对薩達姆·海珊而言，他掌权时间不长，正试图使伊拉克获得地区霸权地位。如果能够占领阿拉伯河下游地区，进而打击尚不稳定的伊朗政权便可能使得伊拉克成为海湾地区的霸主并控制石油贸易。于是在1980年9月22日，与伊朗存在诸多历史矛盾的伊拉克趁伊朗在霍梅尼上台后政局动荡，经济恶化，军心不稳，與美國断交的时机，选择了阿拉伯居民聚集、具有重要经济地位的胡齐斯坦省，对伊朗发动了旨在收复失地、打击霍梅尼输出革命、争夺海湾霸权的战争。

## 战争进程
两伊战争地面战争可以大致分为三个阶段：第一阶段，从1980年9月战争爆发后开始到1981年9月伊朗展开阿巴丹反击战为止，这一阶段伊拉克陆军入侵伊朗，战争多在伊朗境内进行。第二阶段，从1981年9月到1984年3月伊朗数次攻击结束为止，这一阶段伊朗掌握了战争主动权，完成了从战略防御到战略进攻的转变，将战役从伊朗境内转移到伊拉克境内，一度威胁到了伊拉克首都巴格达。第三阶段从1984年4月直到战争结束，双方互有攻守，地面战场基本保持僵持，战争成为了消耗战。

### 力量对比
| 国家 | 伊拉克                                    | 伊朗                                                                    |
| ---- | ----------------------------------------- | ----------------------------------------------------------------------- |
| 陆军 | 19万人 预备役25万人 坦克2200辆 火炮3000门 | 正规军30万人 伊斯兰革命卫队9万人 预备役30万人 坦克1700辆 大炮1000门以上 |
| 海军 | 4千人 船只40多艘                          | 2万人 船只80多艘                                                        |
| 空军 | 2.8万人 450多架飞机 100架直升机           | 7万人 450多架战机 500架直升机                                           |

伊朗的国土面积为160万平方公里，1979年时人口为3600万，GDP为860亿美元。伊拉克国土面积则为43万平方公里，1979年时人口为1300多万，GDP为390亿美元。伊朗的战争潜力要强于伊拉克，但因为经历了伊斯兰革命，军队力量遭到清洗，特别是有经验的军官损失严重。同时，由于两国之间不断的边境摩擦和长久以来的矛盾，双方都预见到了迟早会爆发战争，进行了战争准备。伊拉克将其部分飞机转移到邻国境内，对军用机场加以伪装和隐藏。除了军事力量调动外，伊拉克还在8、9月间进行了一系列的外交访问，同周边的阿拉伯国家沟通以取得他们的支持，还和苏联进行了联系以期获得其支援。另一方面却向国际社会宣称不愿发生战争，麻痹伊朗。伊朗也同苏联进行了沟通，缓和双方关系，用石油换取武器。此外，伊朗还将飞机转移至国内的纵深机场，对破损飞机进行了紧急抢修。

### 战争爆发
虽然普遍认为伊拉克在1980年9月22日发动战争，但实际上4月开始，两伊之间边境冲突就未曾平息。4月5日，因伊拉克副總理、外交部长塔里克·阿齐兹被一名伊朗籍人炸傷，薩達姆·海珊总统指责伊朗策划一系列袭击事件。隨后，双方互相指控、驱逐对方外交官並驱赶侨民，兩国关系趋於紧张。4月7日，兩国边界冲突，双方军队处于戒备。4月8日，薩達姆表示谁企图打伊拉克，就「砍断他的胳膊」。4月9日，霍梅尼表示决心推翻伊拉克现政权，将其领导人拋进「历史垃圾堆」。双方出动空军、地面部队在席林堡等處互有攻守。在为袭击事件遇难者举行仪式中又发生手榴弹袭击。伊拉克将境内伊朗人驱逐出境。9月，双方边境冲突已经上升到相互炮击阶段。9月17日，薩達姆正式宣布废除《阿尔及尔协议》，阿拉伯河归伊拉克所有。之后，伊拉克便对阿拉伯河上航行船只严加检查，同伊朗冲突加剧。9月22日中午，薩達姆下令对伊朗发动威慑性进攻，试图将伊朗空军在地面上摧毁。约80架米格-21、米格-23及苏-22从伊拉克向伊朗境内袭去，他们的目标为伊朗境内十余个空军基地。以此为开端，持续8年的两伊战争正式开始。

### 战争第一阶段

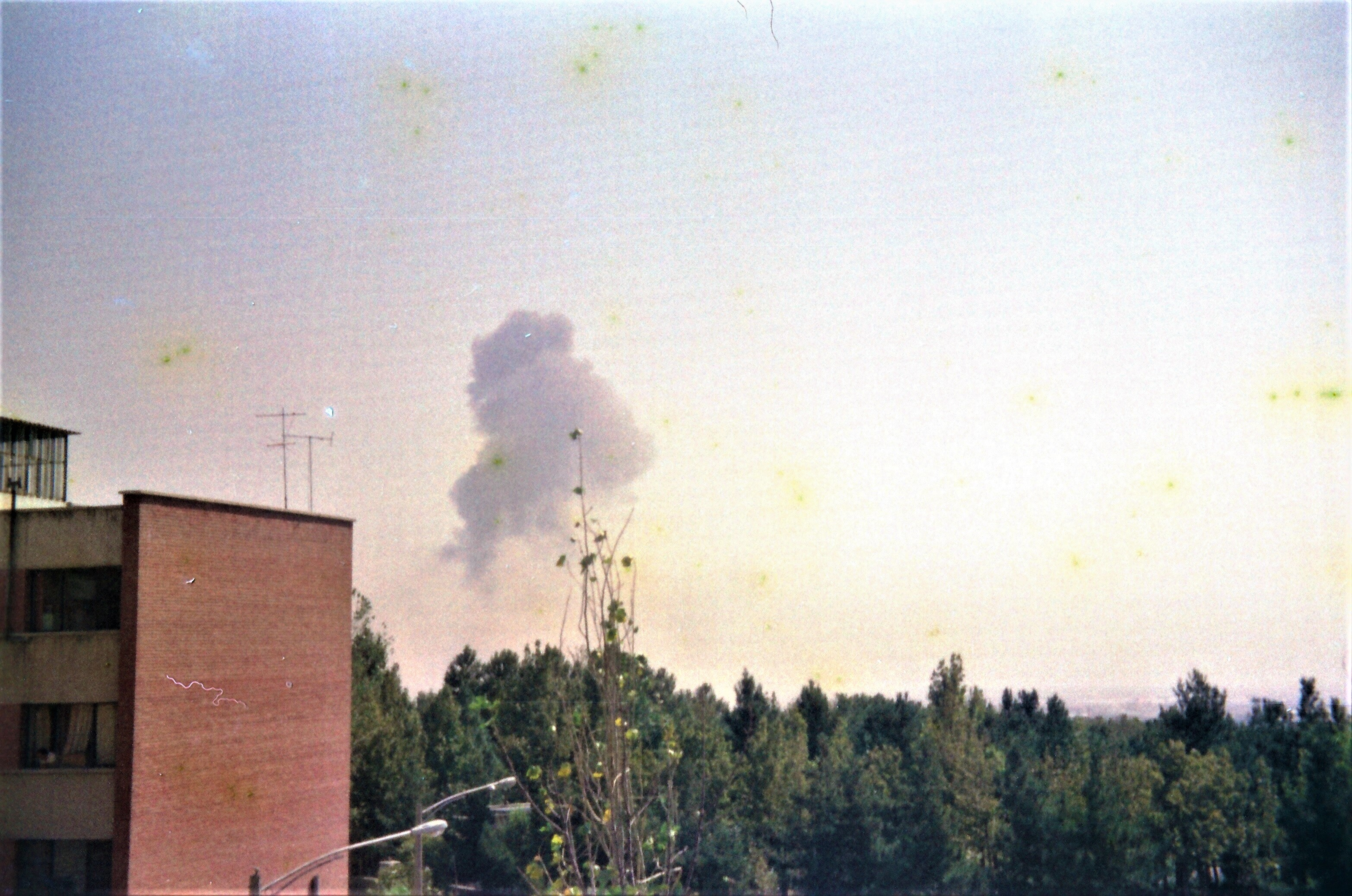
两伊战争 - 1980年9月22日 - 德黑兰

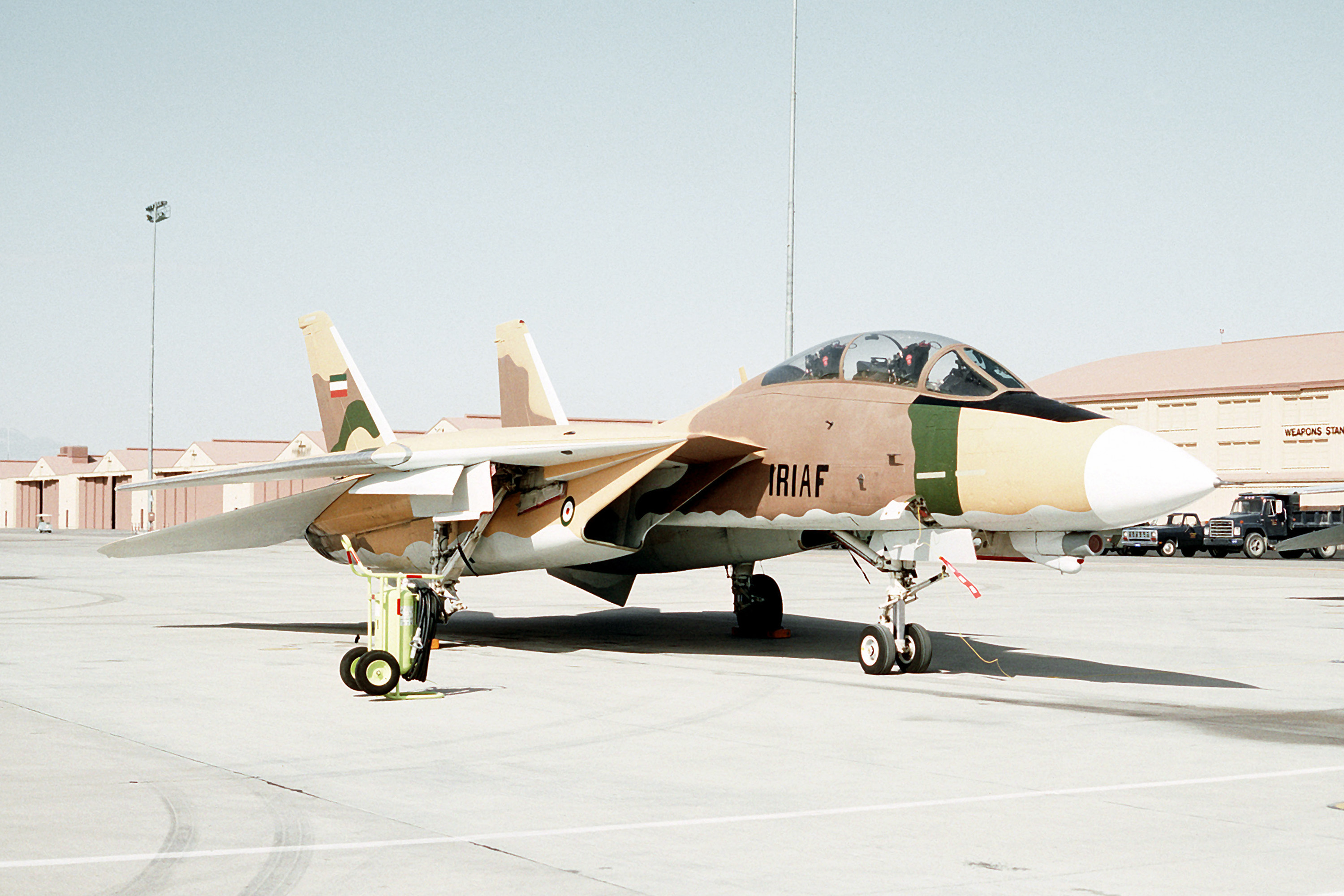
一架涂装成伊朗空军外观的F-14，在战争初期，伊朗尚存的F-14是能壓制伊拉克空军的少數有力武器

1980年9月22日，伊拉克向伊朗发动空袭，并没有对伊朗空军造成实质打击。伊拉克空军所制定首要攻击目标为飞机场、油库及弹药库，加上出动空军数量不足，由于伊朗飞行员經清洗后余下的都缺乏经验，飛機亦因美国停供零件导致攻击地面飞机时几乎无法升空亦无弹药可用。同时，伊拉克飞机采取打了就跑的战术，没有对目标实施轮番多次攻击。所以只有少量的伊朗战机被摧毁。基本上直到多月後由于得到第三方援助，實行拆机修机，才有伊朗战机升空拦截返航的伊拉克飞机。中间也有伊朗空军派遣飞机进入伊拉克境内进行了还击。

#### 伊拉克入侵
空袭完成之后，伊拉克在第二天（1980年9月23日）凌晨2时出动地面部队5个师又2个旅，1200餘辆坦克，分北、中、南三路向伊朗进攻。北路一个师目标为克尔曼沙汗省的席林堡及巴格达至德黑兰的高速公路；中路目标为梅赫兰；南路为攻击重点，伊拉克在这里集结4个师，越过阿拉伯河攻入胡齐斯坦省内的阿巴丹和石油重镇霍拉姆沙赫尔等地，其中港口城市霍拉姆沙赫尔战事最为激烈。
最初在此进攻的为伊拉克第6装甲旅、第26装甲旅和31装甲旅一个营。伊朗民兵和伊斯兰革命卫队用反坦克火箭筒和105毫米榴弹炮暂时阻挡住伊拉克的坦克攻势。然而他们缺乏弹药，有时只能以反坦克手榴弹和自制莫洛托夫燃烧瓶来对付伊拉克坦克。9月24日，双方互攻石油设施。9月26日，伊拉克军队攻佔席林堡。双方在霍拉姆沙赫尔激战。兩国海军还在霍尔木兹海峽海戰。9月27日，双方军队激戰，当晚伊拉克军队开进伊朗最大石油产区阿瓦士。10月14日，伊拉克軍隊攻入霍拉姆沙赫尔城内，战斗转入巷战阶段。10月26日早晨，伊拉克人基本占领这座城市。之后，伊拉克开始巩固北方被占领地区防守力量，调集力量包围阿巴丹，准备拿下这个重要石油城市。此时伊拉克陆军深入伊朗境内达80、90公里，占领近2万平方公里伊朗领土。
伊拉克的攻势使伊朗意识到局势紧急，在前线指挥的总统阿伯尔哈桑·巴尼萨德尔下令将一些效忠国王的军官释放出来支援战斗。11月3日，伊拉克坦克部队抵达阿巴丹，但是伊斯兰革命卫队在空军支援帮助下将他们阻挡在城外。有鑑於霍拉姆沙赫尔惨烈的巷战使得伊拉克军队不敢轻易进入市区。他们选择包围城市，切断其供给以迫使守军投降，而伊朗则在夜间通过小船向城中军民运送支援。

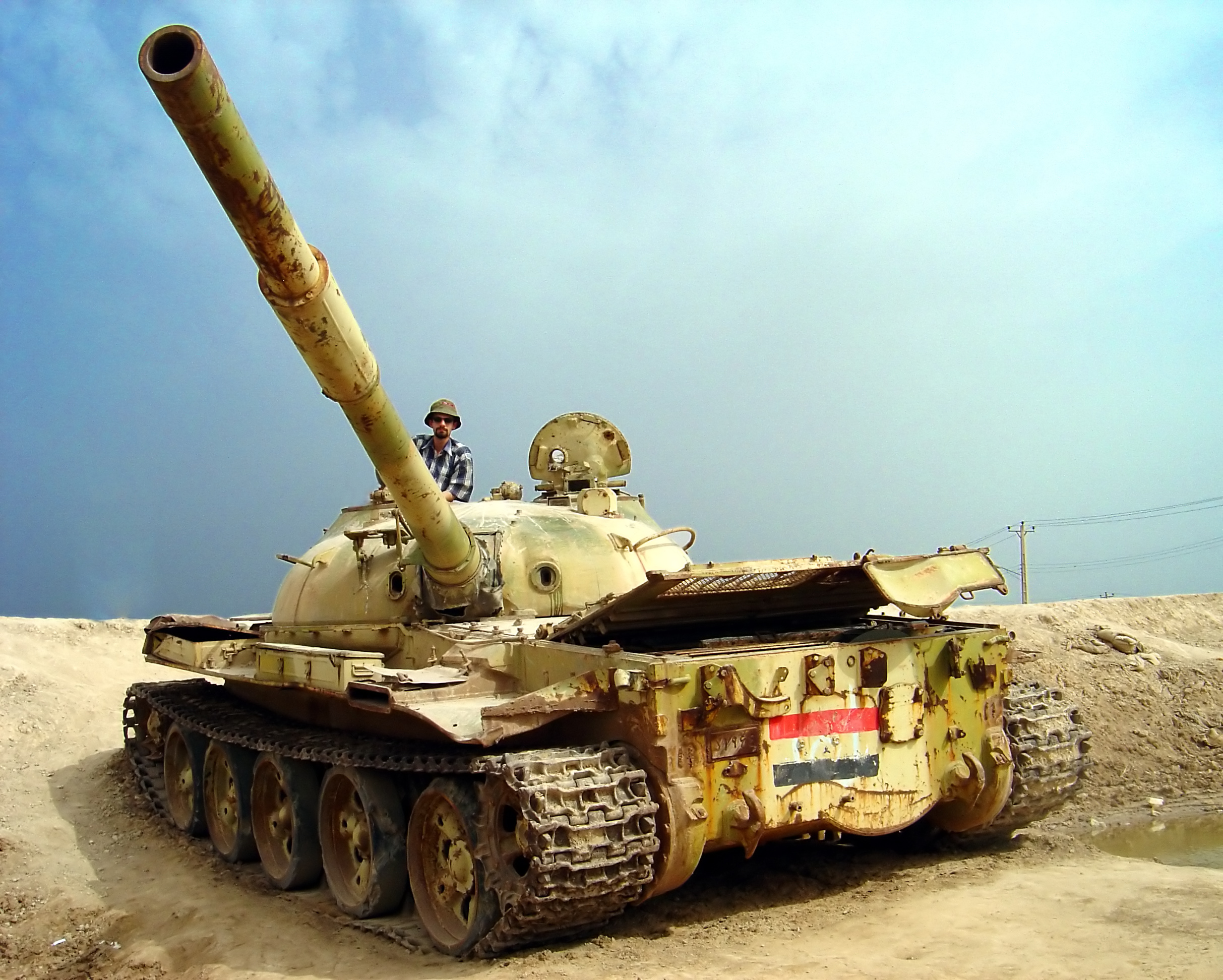
霍拉姆沙赫尔城附近所遗留的伊拉克废弃坦克

#### 伊朗反击
同时，伊朗方面成立了最高防务委员会，征召志愿者走上战场。胡齐斯坦省内的阿拉伯人也并未像原先预料的那样积极支持伊拉克部队。进入伊朗国内的伊拉克军队供给吃紧、进攻势头受阻，除南线外其他地区都处于防御状态。而在空中，伊朗飞机时常进入伊拉克境内空袭城市和空军基地。1981年1月之后，伊朗以毛拉、伊斯兰卫队和正规军组成的混合军队向伊拉克军队实施局部反攻，虽然未取得很大进展，但鼓舞了士气。9月，伊朗在阿巴丹附近聚集了近10万人的部队，发动阿巴丹反击战，解除了伊拉克对该城的包围。之后，伊朗在各条阵线上发动进攻，战场局势逐渐被伊朗人取得。1982年3月，伊朗在精心准备之后发动了胜利行动攻势，集中革命卫队和正规军，在战场中部攻击了舒什的伊拉克军队，切断了南北两路伊拉克军队之间的联系，并在一周的时间内重创了2个伊拉克师，收复许多失地。4月20日，伊朗又发动了一系列相互呼应，以夺回霍拉姆沙赫尔城为目标的攻势。5月末，伊朗收复了霍拉姆沙赫尔城。6月10日，伊拉克单方面停火并提出停战建议，但遭到伊朗拒绝。6月20日，伊朗境内的伊拉克军队开始向国内撤退。1982年6月29日，伊拉克宣布已将其军队撤出所佔伊朗领土，两国边界大致恢复战前状态。

### 战争第二阶段

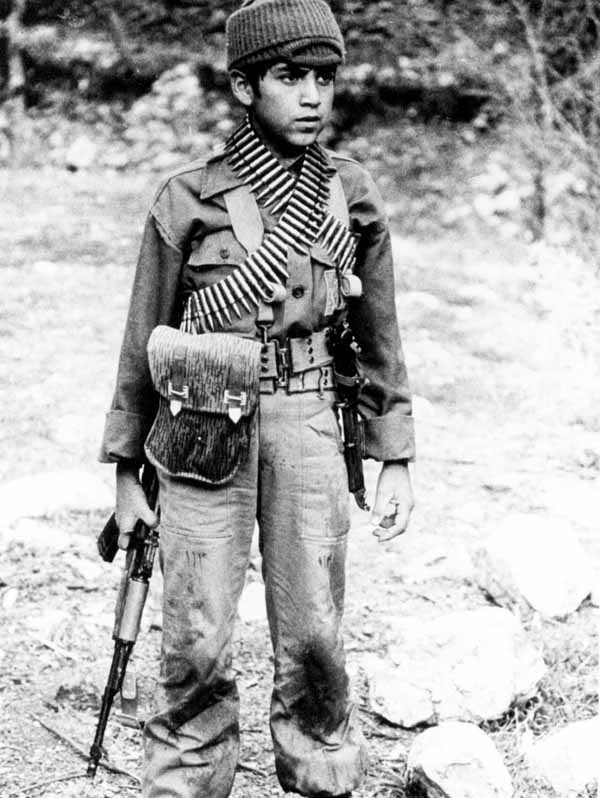
两伊战争中的娃娃军

伊拉克求和后，伊朗提出了苛刻的停战条件，实际上等于想将战争继续下去。1982年7月13日，伊朗展开斋月攻势，发动第77步兵师、第82装甲师一部、革命卫队第7师以及巴斯基民兵等。集中10万各种军事力量，兵分两路，向伊拉克南部重镇巴士拉发动猛烈进攻。在进攻巴士拉的战役中，伊朗曾利用包括儿童在内的无武装群众发动人海冲锋，为装甲部队清空雷区。而退守国内的伊拉克军队由于收缩了阵线，供给有了保障，同时正确估计了伊朗军队的攻击方向，组织了有效的阻击和稳固的立体防线。因此伊朗军队的进攻并未取得多少进展。经过多次拉锯战，至9月底伊朗军队控制了伊拉克境内面积约200多平方千米的狭长地带，但未能攻下巴士拉。在1982年中，双方的空军力量发生了变化。伊朗空军的美式战机由于得不到零件维修，数量开始减少。而伊拉克不仅重新打开了和苏联的交往扩充了自己的苏式战机，还从法国得到了幻影F1式战斗机和直升飞机。因而在两伊的地面战中，伊朗部队开始逐渐体会到缺乏空军支援的苦果。1982年秋天，伊拉克国内的什叶派穆斯林受伊朗进攻的鼓动，在德黑兰成立伊拉克伊斯兰革命最高委员会，但却没有支援攻入伊拉克境内的伊朗部队。1983年7月，伊朗軍隊連同伊拉克境內的庫德族以及什葉派叛軍發動攻勢，並且成功攻佔兩個戰略要地。
从10月开始，伊朗又出动5万军队向伊拉克北部曼达利地区发起进攻，深入伊拉克境内，对巴格达造成威胁。伊拉克军队前后组织7次反击，将伊朗军队阻挡在边界一带。除了坦克之外，伊拉克还出动了米-24等武装直升机攻击伊朗军队。伊拉克方面还声称曾在10月27日用米-24击落过伊朗空军的F-4战机。伊拉克的米-24还数次同伊朗的AH-1武装直升机交火，创造了用直升机打直升机的战例。1983年2月以后，伊朗在中线和北线再次发动了以曙光、曙光一号至六号命名的一系列小规模攻势。伊拉克基本守住了防线。但其南部的石油产区马季农岛和一些边境地区被伊朗占领。其中，在曙光二号攻势期间，伊拉克首次大规模使用包括氯氣、芥子氣在内的多种神经毒气。事实上在战争初期，伊拉克就曾小规模的使用过催泪瓦斯等毒气。伊拉克释放毒气的方式主要为毒气炮弹和空投毒气炸弹。曙光五号战役中伊拉克还利用直升机将毒气撒布在沼泽地中，使数千名伊朗士兵中毒。联合国随后的调查证实伊拉克使用了化学武器。至1984年3月底，伊朗的攻势基本停止。

### 战争第三阶段

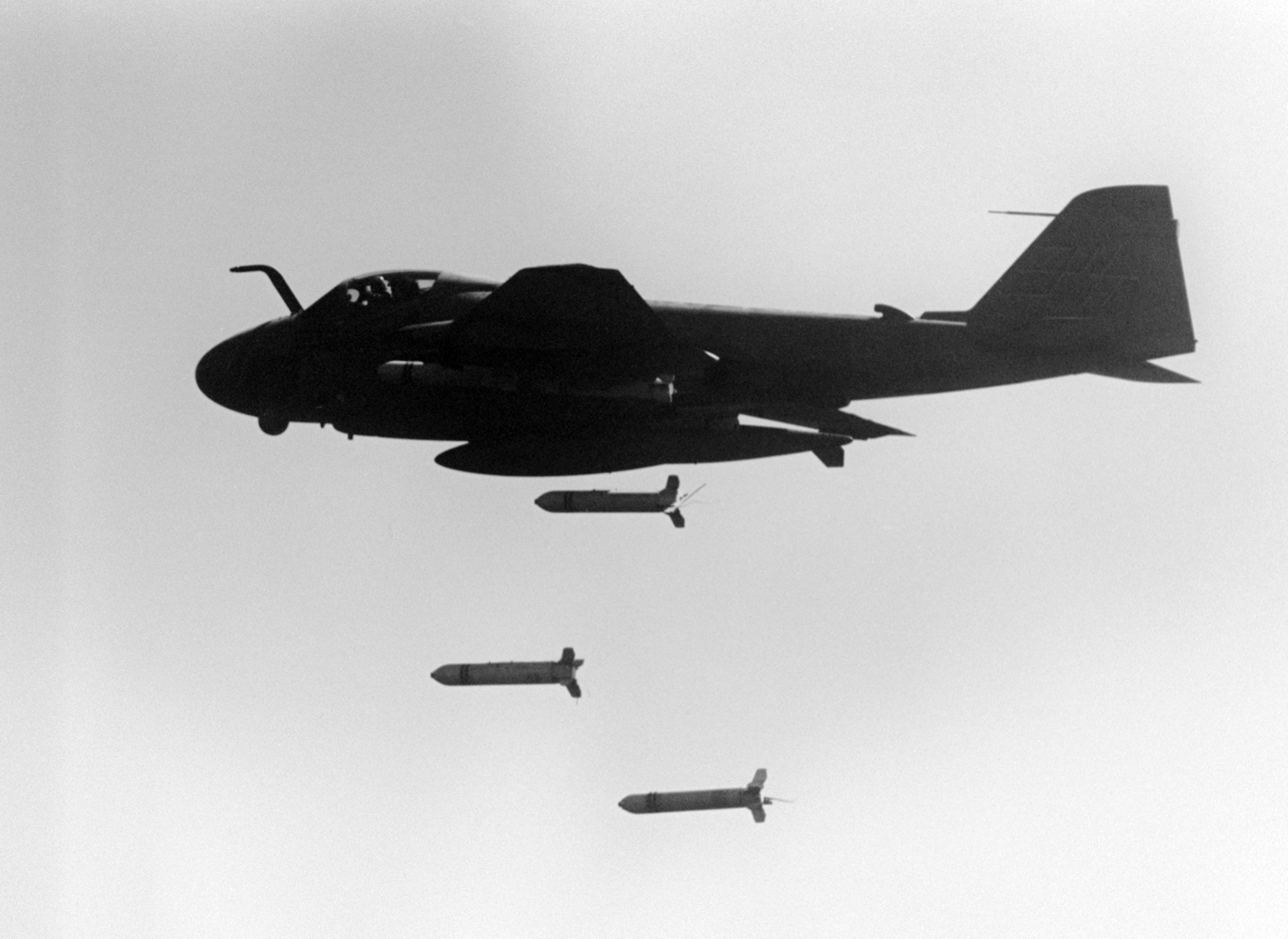
在波斯湾执行任务的美军A6飞机

从1984年3月开始的，双方在边境地区互有攻守，战争转入长期消耗战，地面战线基本僵持不动。为了打破僵局，更为了打击伊朗经济力量，伊拉克开始利用其逐渐强大的空军力量发动袭船战。袭船战是主动攻击对方油轮和货轮，以打击对方经济力量的战争形式。包括世界上最大船只诺克·耐维斯号在内的许多舰船都在两伊所进行的袭船战中受损。末期，袭船战还使得美国为保护石油运输而介入了战争。

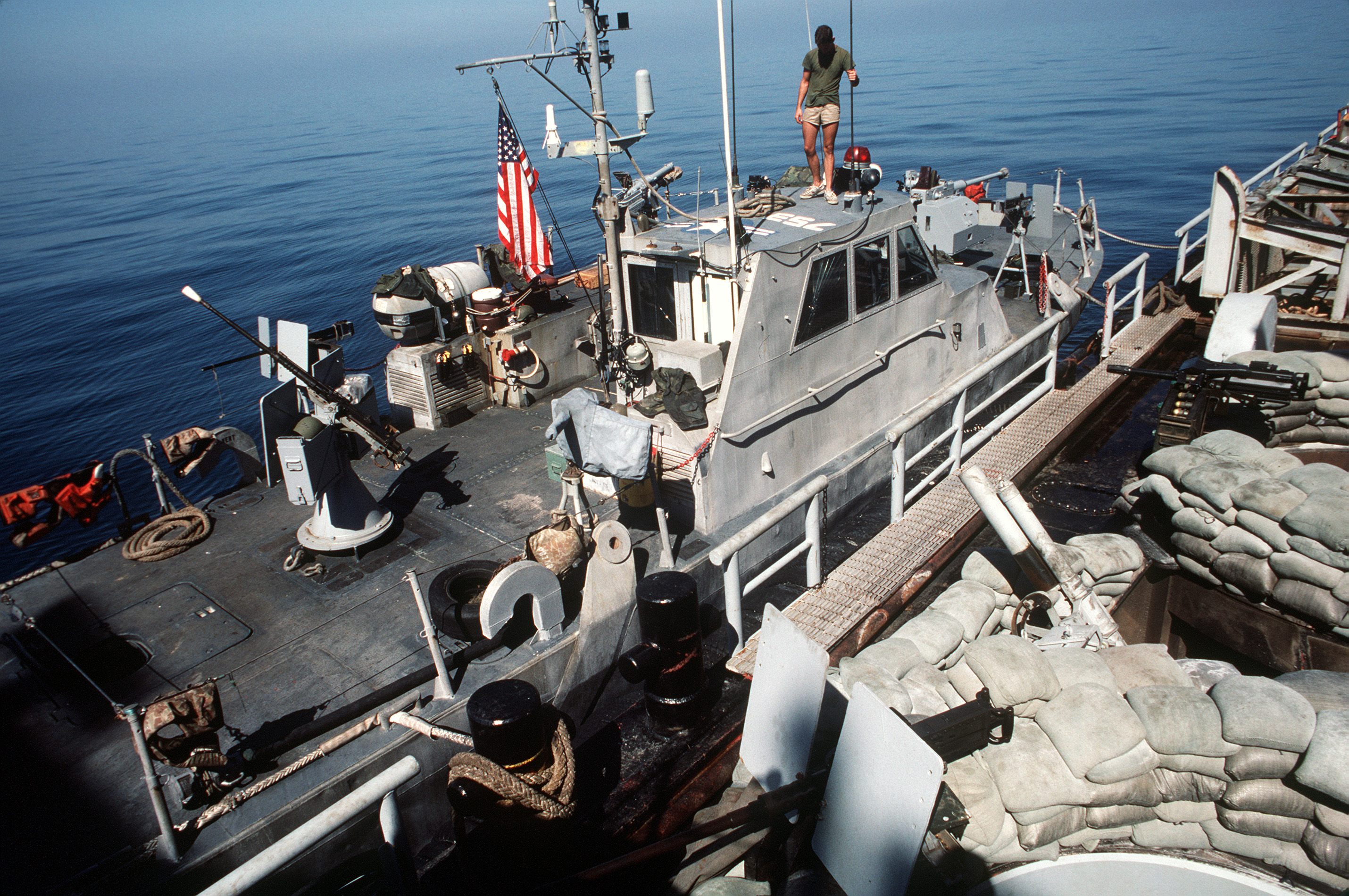
在波斯湾执行任务的美军舰艇

#### 袭船战

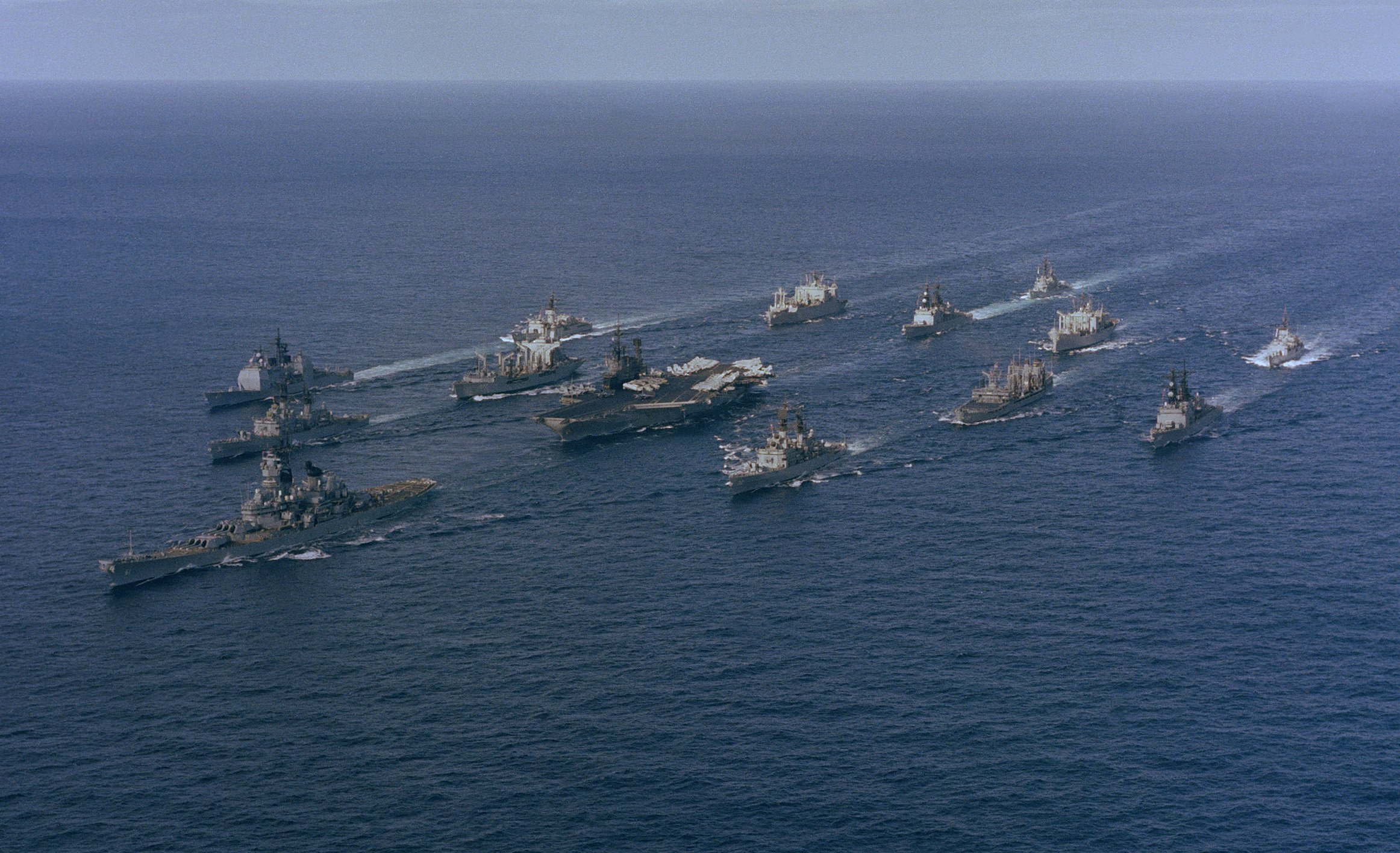
戰爭期間，伊拉克及伊朗以攻擊對方油輪的方法打擊對方經濟，而戰爭後期伊朗軍隊襲船戰規模升級，包括科威特在內其他海灣國家的油輪亦被視為襲擊目標。為此科威特向聯合國安理會成員請求保護旗下油輪。自1987年起，美國海軍派出艦隊駐守波斯灣為科威特油輪提供護航，圖為美軍中途島號航空母艦及其戰鬥群正在波斯灣執行護航任務。

1984年3月27日，伊拉克空军使用飞鱼导弹攻击了哈尔克岛附近的一艘巴拿马油轮。而伊朗空军在第二天就予以报复，袭击了一艘科威特油轮。此后，两国之间展开了以袭击对方及进出对方港口的中立国油轮为目标，从而削弱对方经济实力的油轮战。双方主要使用飞机携带反舰导弹攻击对方油轮。伊拉克空军主要使用幻影、超黄蜂直升机搭载飞鱼导弹，后期还使用过轰-6搭载C601反舰导弹。伊朗则主要用F4战机搭载小牛导弹。双方也都零星使用过火箭弹及炸弹攻击。但所有的这些攻击效果都并不理想，大多数船只只是被击伤或搁浅。1985年2月14日，首次有船只在袭船战中被击沉，这是一艘被伊拉克空军击沉的利比里亚油轮。因为伊拉克的石油输出大多依靠管道，加之伊拉克空军在战争中后期的力量强于伊朗空军，因而损失小于伊朗。伊朗便将其袭击目标升级为支持伊拉克的其他海湾国家。袭船战升级之后，石油输出大国科威特损失严重，于是便向联合国安理会成员申请护航保护。1987年6月之后，美国海军以为科威特油轮护航为由介入两伊战争，苏联也向海湾地区派遣了舰队。之后伊朗开始用小艇攻击美国护航船只并在波斯湾布设水雷以阻挠美军护航。为报复伊朗布雷和袭击油轮的行动，美军曾发动过多次军事行动攻击伊朗布雷艇和具有军事意义的海上石油平台。其中，在螳螂行动中，美国海军使用标准型防空导弹成功攻击了伊朗海军的快艇。在两伊战争将要结束前的1988年7月3日，还发生了美国海军巡洋舰文森斯号击落伊朗民航客机的事件。至战争结束，共有约400艘船只在袭船战中被袭击。除了袭击油轮外，伊拉克还曾在1985年8月15日袭击了伊朗的哈尔克岛，该岛为伊朗原油加工、储存基地。这次进攻的目的同样为打击伊朗石油加工能力，削弱其经济实力。伊朗方面则以空袭伊拉克的基尔库克和摩苏尔油田作为报复。

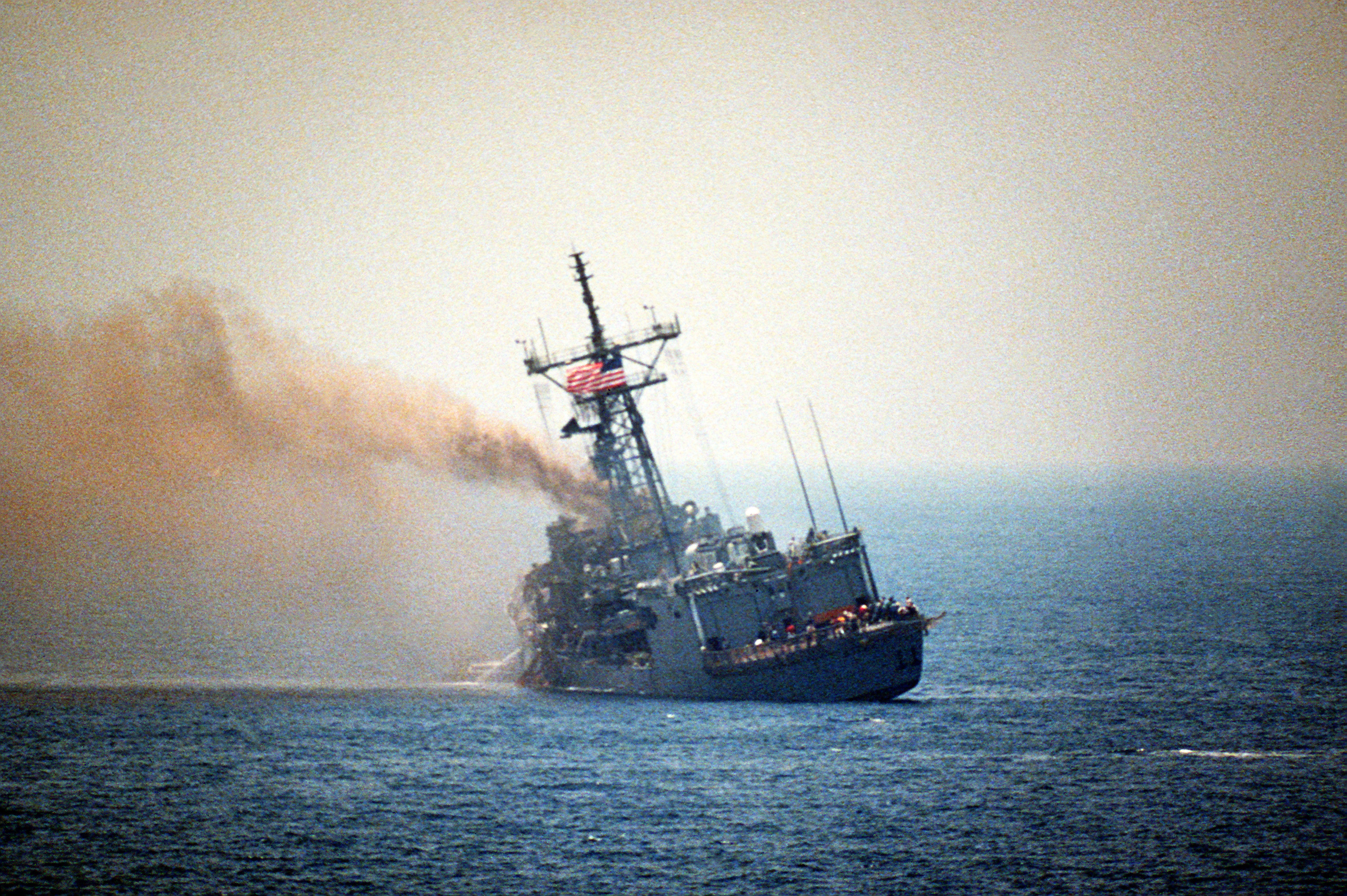
伊拉克空軍使用飛魚反艦飛彈重創美軍佩里级护卫舰斯塔克號

1985年，伊拉克空军除了袭击伊朗石油设施外，还展开了空袭对方城市，动摇伊朗民众战争意志的行动。3月初，伊拉克出动百余架飞机，对伊朗境内三十多个城市予以空袭。3月4日，伊朗便出动飞机空袭了巴格达。1986年2月，地面战场终于又出现了新的动向。由于伊朗方面感到获得了国际援助的伊拉克实力开始增长，而自身经济力量经受不住长期战争的消耗，于是便蓄积力量，打算發动大规模攻势迅速结束战争。9日，为纪念伊斯兰革命胜利7周年，伊朗组织3万多士兵，发动曙光八号攻势，强渡阿拉伯河，占领了伊拉克南部的石油产区法奥半岛。由于时值雨季，道路泥泞交通不便，虽然伊拉克大规模使用了化学武器，向占领法奥半岛的伊朗军队空投了芥子气和神经毒气弹。但伊朗军队较之前相比有更充分的对付化学武器的经验。而伊拉克装甲部队调动受阻，未能及时组织防御。24日，伊朗又向伊拉克北部库尔德人聚集的马里万地区发动曙光九号攻势，一旦该地区被攻克，伊拉克仅存的石油产区基尔库克油田就将受到威胁。及时组织力量守住这一地区后，伊拉克军队在5月中攻占了伊朗中部的梅赫兰，试图用该地区同伊朗交换法奥半岛。伊朗方面则在7月发动了卡尔巴拉1号攻势，夺回了梅赫兰。1987年1月9日，伊朗发动了一次经过精心准备的大规模行动，近20万人参战的卡尔巴拉5号攻势。虽然薩達姆·海珊亲临前线指挥，伊朗军队还是突破了伊拉克苦心经营的巴士拉外层防御圈，接近了巴士拉城。伊朗的炮兵用重炮轰击巴士拉城，伊拉克则派飞机轰炸伊朗的德黑兰及圣城库姆等地作为报复。2月26日，在付出近10万人伤亡的代价后，仍未攻下巴士拉的伊朗军队结束了卡尔巴拉5号攻势。在1987年剩下时间中，伊朗还在北部和中部战线发动了一系列未见成效的攻势。伊拉克宣称伊朗在战斗中使用了化学武器作为报复，但这一方面的证据并不充分。

#### 导弹袭城战
为了促成伊朗谈判，伊拉克在1988年中发动了导弹袭城战。1988年2月27日，伊拉克飞机轰炸了德黑兰南郊的炼油厂和发电厂。伊朗军队则在第二天向伊拉克首都巴格达发射了飞毛腿弹道导弹。早有准备的伊拉克方面宣称，伊拉克将会用更多的导弹对伊朗予以回击。3月2日，伊拉克便向伊朗发射了在飞毛腿导弹基础上改装的侯赛因弹道导弹。从这一天至4月5日，伊拉克的主要目标为德黑兰，攻击强度也很高，最多的时候一天之内就发射了11枚导弹。而伊朗方面则较为被动，目标多选择巴格达和巴士拉。之后伊拉克攻击势头放缓，每天象征性地发射一两枚导弹，目标也多选择德黑兰周边的城市。导弹袭城战在4月21日结束，伊拉克发射了近200枚导弹，伊朗也发射了七十余枚，双方的导弹战使得许多建筑物被毁，大量百姓流离失所。

#### 战争结束
1988年3月13日开始，伊朗又在伊拉克北部的苏莱曼尼亚省首府苏莱曼尼亚城联合当地库尔德反政府武装，发动了一系列攻势，占领数座伊拉克边境城市。为了根除库尔德武装力量，伊拉克在3月16日派遣了14架米格和幻影飞机，对库尔德人聚集的哈莱卜杰发动了化学武器攻击。这场化学攻击导致了3000名以上平民死亡，近万人受到伤害。1988年4月17日，伊拉克陆军联合共和国卫队，发动了旨在收复法奥地区的斋月攻势。由于伊朗准备不充分，防御薄弱，伊拉克在两天内就拿下了这一地区。这之后的伊拉克军队乘胜追击，在5月和7月又发动了一系列攻势，收复大片失地，并攻下了伊朗中部城市代赫洛蘭。7月16日，伊拉克主动撤出这一地区，并在第二天向伊朗表示了停战的愿望。第二天，伊朗总统哈梅内伊宣布接受聯合國安理會第598號決議。8月8日，联合国秘书长佩雷斯·德奎利亚尔宣布两伊将于8月20日开始全面停火。至此，两伊战争宣告结束。

## 停火努力
在两伊战争初始阶段，联合国就为调停战争而做出了努力。1980年9月26日联合国就召开了会议并通过了促使两国停战的决议。1982年伊拉克单方面停火并撤军后，联合国在7月12日通过了514号决议要求双方停火。联合国秘书长还曾派遣特使先后5次在两伊之间进行停火协调。但伊朗方面认为联合国没有惩罚战争发动者伊拉克，应该由其向国际承认侵略罪行并向伊朗支付战争赔偿，因而拒绝接受这一决议。除了联合国外，伊斯兰会议组织、不结盟运动也就两伊之间的停火做出过努力，伊斯兰会议组织成立了以几内亚总统塞古·杜尔为主席的调解委员会。伊拉克在82年3月进攻受挫后，向调解委员会表达了同意阿尔及尔协议，愿意就阿拉伯河领土权问题重新谈判而后进行撤军的意向，但伊朗不同意这一建议，同时坚持先撤军后谈判的原则。6月，由塞内加尔外长和几内亚外长各率领一个代表团分赴伊拉克和伊朗邀请两国领导人至麦加谈判但未得到答复。伊斯兰会议组织甚至还建议成立伊斯兰团结基金会为双方重建家园，而伊朗方面则认为应该由伊拉克支付赔偿。在战争中表现出中立的土耳其以及曾为两伊做出过调解的阿尔及利亚也希望能促进双方谈判，也未产生实质结果。阿尔及利亚外交部长还在赴伊朗调解途中因飞机失事不幸身亡，这架飞机很有可能是被伊拉克空军的米格25击落的。1984年3月联合国还就伊拉克对伊朗所进行的化学攻击做过调查，调查证实了伊拉克使用了芥子气和塔崩等化学武器。为使两伊战争尽快结束，联合国安理会於1987年7月20日通过了要求两伊立即停火的聯合國安理會第598號決議。次日，伊拉克表示欢迎联合国决议，并决定暂停袭击伊朗海上目标，以示诚意。1988年5月9日，联合国又通过了希望战争双方停止使用化学武器的第612号决议。但伊朗没有表态，直到1988年7月18日才宣布接受第598号决议。双方虽然停止了战争，但在阿拉伯河分界等诸多问题上仍然存在着争议。从两伊战争停火后的第5天即8月25日开始，在联合国秘书长主持下，两伊外长举行了多次会谈，但谈判毫无结果。1990年伊拉克入侵科威特、海湾危机爆发后，伊朗利用危机逼使伊拉克最终接受了伊朗的和平条件──承认伊朗对阿拉伯河的一半主权，并从伊朗领土撤出了军队。

## 国际支持
虽然有许多爱好和平的国际组织或国家参与调解两伊之间的战争，但也有一些国家或明或暗地在战争中给予一方乃至双方支援，从而间接促成战争伤害增大。

### 支持伊拉克
总体上说，西方各国和阿拉伯国家由于担心伊朗的伊斯兰革命扩张，大多在政治和经济上支持伊拉克，如埃及、约旦、沙特阿拉伯、科威特，后两国在战争期间向伊拉克贷款数百亿美元，以供其购买武器装备。虽然未向伊拉克提供军队、武器，但是伊拉克所购买的苏式武器大多是经阿拉伯国家中转的，伊拉克在战争初期也曾为躲避伊朗空袭将国内的飞机转移至临近阿拉伯国家的机场。

### 支持伊朗
但也有阿拉伯国家如叙利亚和利比亚支持伊朗。前者是出于对伊拉克的仇恨与矛盾。叙利亚的执政党与伊拉克的执政党同为阿拉伯复兴社会党，但两党自1968年在诸多问题上出现分歧，叙利亚还担心伊拉克影响其在海湾地区的威望。同时，两国还在幼发拉底河水权、伊拉克石油管道过境费等经济问题上产生了纠纷。
利比亚因穆阿迈尔·卡扎菲和薩達姆·海珊的私怨，在1980－1987年支持伊朗，但1987年秋，格達費不满伊朗在当年挑起麦加骚乱事件，轉而支持伊拉克。
以色列同样因为敌视伊拉克而支援伊朗，同时也希望伊朗能因此对居住在伊朗的众多犹太人加以保护。在两伊战争期间，以色列还趁乱发动了巴比伦行动，轰炸了由法国援建的伊拉克核反应堆。
另外一些在外交上相对比较孤单的国家，如阿根廷、南非、北韓等支持其外交伙伴伊朗。

### 武器支援
这两个发展中国家自身军工实力欠缺，使用重型武器主要来自其他国家。比如五个联合国常任理事国，在战争中出于多方原因均向双方出售了武器。
- 苏联：出于削弱美国在中东地区影响力的目的，支持反美的伊朗；同时伊拉克也是苏联武器的老主顾，苏联向双方出售的武器包括坦克、飞机、轻兵器。在战争后期，双方在袭城战中使用的地对地导弹，都是從苏联方面經第三國轉運至兩伊[53]。苏联是两国最大的武器供货商[67]。除了直接出售武器外，苏联还帮助训练伊拉克飞行员。并派遣一批顾问团驻扎在伊拉克，在战争初期伊拉克空军的米格25战机基本全部由苏联顾问驾驶。[62]
- 美国：在初期表现出明显支持伊拉克的姿态，但是到了战争后期，由于担心伊拉克力量膨胀和其他诸多原因，美国暗中向伊朗出售武器，并爆发了与之相关的伊朗门事件。
- 中国、 英国、 法國：中国同时向伊朗和伊拉克出售了包括坦克[68]、反舰导弹、战斗机在内的许多武器装备[69]。法国为了保证能从伊拉克获取石油和同海湾地区维持良好的关系，向其出售了反舰导弹、战机、武装直升机。[70]英国也通过第三方国家如新加坡、南非等向战争双方输出了武器弹药。[71]

## 战争结果
历时8年的两伊战争，结果是两败俱伤。两国的分界线恢复到了战前状态。事实上战争的结果是两国战平，但双方都宣称自己获得了胜利。伊拉克建造了包括胜利之手在内的一系列纪念碑。伊朗常在两伊战争爆发日举行阅兵仪式，纪念自己抵挡了侵略者并展示武装力量。

### 人員傷亡和戰俘處理
两国具体的伤残人数难以统计。伊拉克承认伤亡人数为35万人，另有6万人被伊朗俘虏。损失作战飞机250架，坦克2000多辆，火炮1500门，舰艇15艘；伊朗宣称死亡30万人，损失作战飞机150架，坦克1500辆，火炮1200门，舰艇16艘。然而外界估计因两伊战争而产生的伤亡可能接近了100万。两国之间的战俘交换问题也久拖不决，还有许多战死的伊拉克及伊朗士兵的遗体无法辨认，或是不能被运回国内。数以万计的战斗人员和平民不知去向。

## 战争影响

### 經濟損失
这次戰爭令兩國造成巨大的經濟損失，軍費開支接近2千億美元。不仅花光其原有的外汇储备，还欠下了许多外债。战争破坏造成的经济损失超過5千亿美元，在袭船战中双方的经济设施都遭受破壞，特别是油轮、石油加工厂、石油运输管道和油田，嚴重打擊两个依赖石油的海湾国家在战時的外汇收入。其战前石油产量，伊拉克1979年中平均每天出口约350万桶原油，到袭船战开始后，几乎只能依靠北部一条穿过土耳其的石油管道每天出口60万桶。至1987年，这条管道的出口量提升到90万桶，总出口量大约在每天一百多万桶。至1990年6月，石油生产恢复至战前水平。伊朗1979年每天可出口石油380万桶，战争期间平均每天出口200万桶，至1989年出口能力提升到每天400万桶。不仅原油输出受到影响，双方炼油厂也在空袭中遭到破坏，成品油生产减少。导弹袭城战破坏了双方的城市，双方重建费用将会达到上千亿美元。

#### 賠償和債務
除了建设基础设施外，对伤亡军人的赔偿、安抚也是个不少的开支。伊拉克因此也背负了大量的债务，拖欠沙特阿拉伯、科威特、阿联酋近800亿美元债务，仅欠科威特的债务即达140亿美元。这也是后来薩達姆·海珊入侵科威特的原因之一。伊拉克还向巴黎俱乐部中许多成员借了债，不过数额相对较少。
因为伊朗的收入较伊拉克为多，伊朗能够获得的武器来源少，同时还常常依靠其人数优势而非装备数量取胜，因此花在购买武器上的钱比伊拉克少。伊拉克受到的经济损失要比伊朗大，战后的1989年伊朗全年GDP为1140亿美元，伊拉克则为480亿美元，两者差距比开战前又拉大了一些。

### 政治
伊拉克正規軍隊由戰前的24萬人發展到戰後的120萬人，退伍軍人或面對失業問題。在美伊戰爭中，伊拉克軍隊受到重大打擊，或影響兩國關係。對伊朗而言，兩伊戰爭加強了民族凝聚力，提高了霍梅尼政府的威望。由伊朗伊斯蘭革命所引發的若干問題，在伊拉克入侵時已得到緩解，政府能夠加強對軍隊的控制。

### 重建
聯合國認定在海灣戰爭中戰敗的伊拉克，是戰爭發動方。伊拉克對科威特付出的代價，多過賠償給伊朗。直到2010年伊朗還在要求伊拉克賠償兩伊戰爭時期的損失。因此，伊拉克的重建工作显得遥遥无期。
1988年8月，伊朗成立重建政策委員會，修訂了從1989年開始的5年發展計劃。重振經濟、工業，修復阿巴丹等地的煉油廠，加緊胡齊斯坦省和近海地區的石油勘探開採，建設更多的油氣加工廠。另外就外交政策方面，調整了霍梅尼所採取的“不要西方也不要東方”的思想，緩和了和西方國家的關係。盡管如此，伊朗依舊遇到糧食缺乏、通貨膨脹、物價上漲等經濟問題。